# Nasser Al-Khelaïfi
Nasser bin Ghanim Nassida Al-Khelaïfi, arabiska: ناصر بن غانم نسيدة الخليفي, född 12 november 1973, är en qatarisk företagsledare, idrottsledare och före detta professionell tennisspelare.
Han är ordförande för mediekoncernen Bein Media Group; investeringsorganet Qatar Sports Investments (QSI); franska fotbollsklubben Paris Saint-Germain (även VD); det nationella tennisförbundet Qatar Tennis Federation samt intresseorganisationen European Club Association (ECA). Al-Khelaïfi sitter också som ledamot i QSI:s moderbolag Qatar Investment Authoritys styrelse.
Han avlade en master of business administration.
Al-Khelaïfi spelade professionell tennis mellan åren 1993 och 2004, där han bland annat spelade på ATP-touren och i Davis Cup.